# Вєдєнєєв Микола Денисович
Вєденє́єв Мико́ла Дени́сович (рос. Веденеев Николай Денисович; нар. 16 (28) березня 1897 — пом. 16 листопада 1964) — радянський військовик часів Другої світової війни, гвардії генерал-лейтенант танкових військ (11.07.1945). Герой Радянського Союзу (06.04.1945).

## Біографія
Народився 16 (28) березня 1897 року в селі Верхня Санарка Пластовської міськради Челябінської області в селянській родині. Росіянин. Член РКП(б) з 1917 року. Закінчив початкову школу, працював телеграфістом.
У серпні 1915 року призваний до російської імператорської армії. Проходив службу в запасному батальйоні в місті Сизрань, закінчив навчальну команду. Учасник Першої світової війни з 1917 року, воював на Південно-Західному фронті взводним унтер-офіцером 1-го прикордонного Рибінського полку, згодом — 531-го піхотного полку 133-ї піхотної дивізії.
У 1917 році вступив до Червоної гвардії. Учасник громадянської війни в Росії. З червня 1918 року перебував у Троїцькому партизанському загоні в Поволжі. Разом із загоном пройшов півтори тисячі кілометрів від Південного Уралу до Північного на з'єднання з 3-тю радянською армією.
У лавах РСЧА з жовтня 1918 року, червоноармієць 1-го Оренбурзького козачого полку імені Степана Разіна 30-ї стрілецької дивізії 3-ї та 5-ї армій Східного фронту. Згодом призначений командиром взводу, кулеметної сотні, комісаром полку. Після встановлення радянської влади в місті Атбасар Акмолинської області М. Д. Вєденєєв обраний головою міського ревкому.
З жовтня 1920 року — військовий комісар 73-го й 28-го кавалерійських полків 13-ї Сибірської кавалерійської дивізії Західно-Сибірського ВО. Брав участь у придушенні селянського повстання у Західному Сибіру в 1921 році. З березня 1921 року — військовий комісар відділу забезпечення тієї ж дивізії в Сибірському ВО.
У 1925 році закінчив підготовчий курс Військово-політичної академії, а після цього, у 1928 році — Військову академію РСЧА імені М. В. Фрунзе. З липня 1928 року — командир ескадрону 88-го Армавирського кавалерійського полку, з грудня 1929 року — начальник 1-ї частини штабу 5-ї Ставропольської кавалерійської дивізії Північно-Кавказького ВО.
З травня 1931 року — командир і військовий комісар 25-го Заамурського кавалерійського полку. З березня 1932 року — командир і комісар 1-го особливого Троїцько-Савського кавалерійського дивізіону Забайкальської групи військ. З лютого 1933 року — командир і комісар 15-го механізованого полку 15-ї кавалерійської дивізії Забайкальського ВО. З листопада 1935 року — командир і комісар 26-го механізованого полку 26-ї кавалерійської дивізії Київського ВО.
З липня 1937 року — начальник штабу 45-го механізованого корпусу Київського ОВО.
17 лютого 1938 року присвоєне військове звання комбриг.
26 грудня 1938 року призначений начальником Курсів удосконалення командного складу (КУКС) при Військовій академії механізації і моторизації РСЧА імені Й. В. Сталіна.
4 червня 1940 року М. Д. Вєденєєв призначений начальником штабу і заступником командира 6-го механізованого корпусу Західного ОВО з присвоєнням військового звання «генерал-майор танкових військ». З березня 1941 року — заступник командира 20-го механізованого корпусу того ж округу.
Учасник німецько-радянської війни з червня 1941 року. Воював у складі військ 13-ї армії Західного фронту. Під Бобруйськом корпус потрапив у оточення й був роздроблений на частини. Майже два місяці група під командуванням М. Д. Вєденєєва перебувала у ворожому тилу, поки наприкінці серпня 1941 року не з'єдналась з передовими частинами військ Брянського фронту.
У жовтні 1941 року відізваний до Москви й призначений старшим викладачем, а в червні 1942 року — начальником командного факультету Військової академії механізації і моторизації РСЧА імені Й. В. Сталіна.
У квітні 1944 року генерал-майор М. Д. Вєдєнєєв призначений заступником командира 8-го гвардійського танкового корпусу 2-ї танкової армії 1-го Білоруського фронту.
22 серпня 1944 року призначений командиром 3-го танкового корпусу, який да успіхи при захопленні польських міст Люблин і Демблін був перетворений у 9-й гвардійський танковий корпус.
Після війни М. Д. Вєдєнєєв продовжив військову службу в ЗС СРСР. У червні 1945 року 9-й гвардійський танковий корпус був переформований у 9-ту гвардійську танкову дивізію 2-ї гвардійської танкової армії Групи радянських окупаційних військ у Німеччині.
З жовтня 1946 року — начальник відділу бойової підготовки бронетанкових і механізованих військ сухопутних військ СРСР.
У березні 1947 року призначений начальником командного факультету Військової академії бронетанкових і механізованих військ Радянської Армії імені Й. В. Сталіна.
З травня 1951 року — у відставці. Мешкав у місті Москва. Помер 16 листопада 1964 року. Похований на Введенському цвинтарі.

## Нагороди
Указом Президії Верховної Ради СРСР від 6 квітня 1945 року за зразкове виконання бойових завдань командування на фронті боротьби з німецькими загарбниками й виявлені при цьому відвагу та героїзм, гвардії генерал-майорові танкових військ Вєдєнєєву Миколі Денисовичу присвоєне звання Героя Радянського Союзу з врученням ордена Леніна й медалі «Золота Зірка» (№ 5768).
Нагороджений трьома орденами Леніна, орденами Червоного Прапора, Кутузова 1-го ступеня, Суворова 2-го ступеня, медалями, а також іноземними орденом і медаллю.

## Пам'ять
Почесний громадянин міста Сарадз (Польща).
У місті Пласт Челябінської області встановлено погруддя Героя.